# François Chabaud
François Chabaud (5 de octubre de 1971) es un deportista francés que compitió en triatlón. Ganó tres medallas en el Campeonato Mundial de Triatlón de Larga Distancia entre los años 2000 y 2010.

## Palmarés internacional
| Campeonato Mundial | Campeonato Mundial    | Campeonato Mundial | Campeonato Mundial |
| Año                | Lugar                 | Medalla            | Prueba             |
| ------------------ | --------------------- | ------------------ | ------------------ |
| 2000               | Niza (Francia)        | Medalla de bronce  | Individual         |
| 2008               | Almere (Países Bajos) | Medalla de plata   | Individual         |
| 2010               | Immenstadt (Alemania) | Medalla de bronce  | Individual         |